# Trichoferus semipunctatus
Trichoferus semipunctatus là một loài bọ cánh cứng trong họ Cerambycidae.